# Rue des Frères-Morane
La rue des Frères-Morane est une rue du 15e arrondissement de Paris.

## Origine du nom

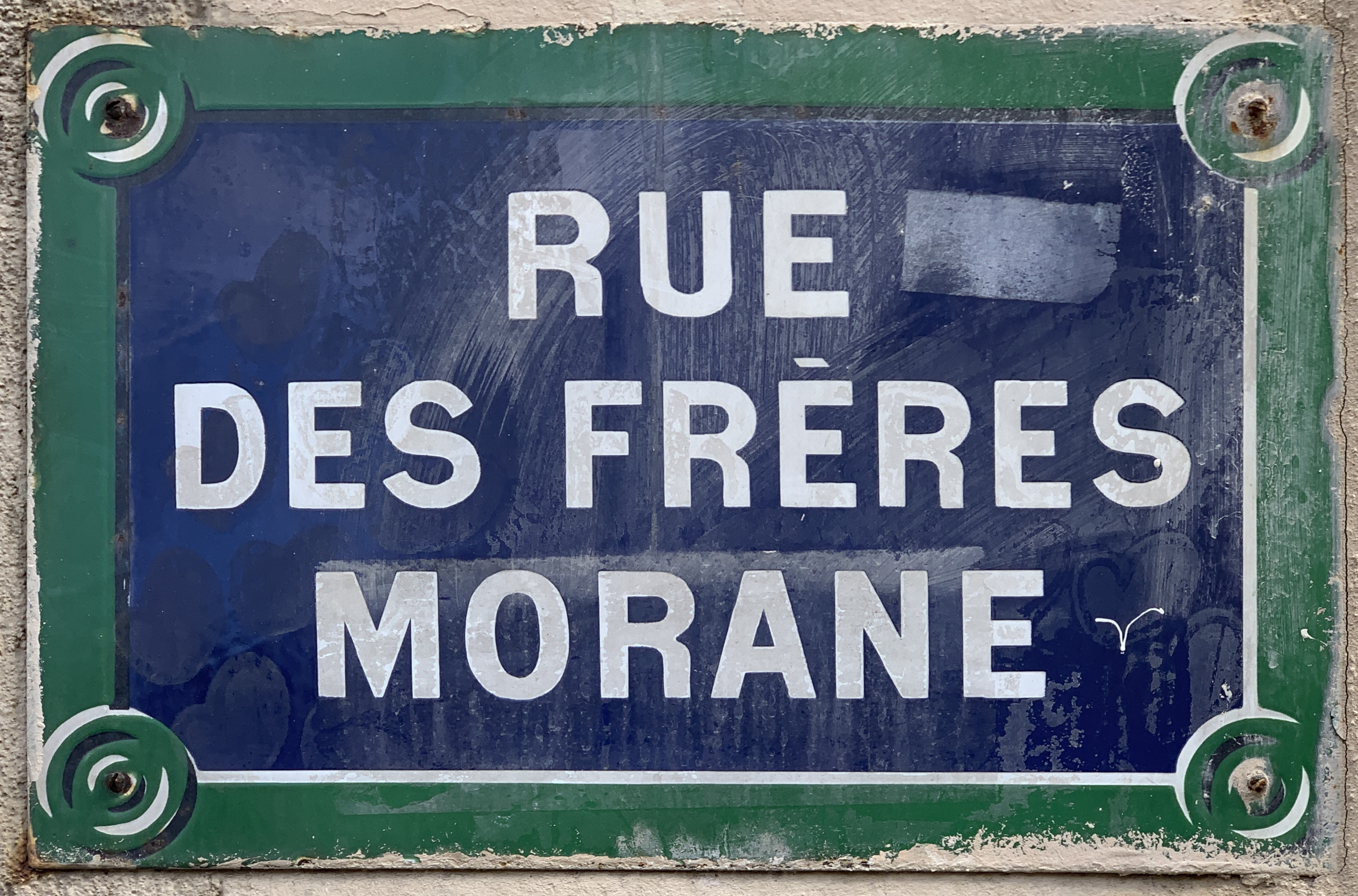
Plaque de la rue.

Elle porte le nom des aviateurs et constructeurs d'avions les frères Léon (1885-1918) et Robert Morane (1886-1968).

## Historique
Cette voie a été ouverte par décret du 1er novembre 1931 sous le nom de « rue Léon-Morane ». 
Elle est prolongée par l'incorporation de l'impasse Durchon par un arrêté du 6 juin 1951 et prend sa dénomination actuelle par un arrêté du 13 août 1971.